# Мизопростол
Мизопростол (англ. Misoprostol), продаваемый под такими товарными знаками как Сайтотек (англ. Cytotec), — лекарственное средство, используемое для предотвращения и лечения язвы желудка, стимуляции родов, вызова аборта и лечения послеродового кровотечения из-за плохого сужения матки. Для проведения абортов используется в одиночку и в комбинации с мифепристоном или метотрексатом. Эффективность аборта при применении только мизопростола — от 66 % до 90 %. Мизопростол принимается перорально при лечении язв желудка у людей, принимающих нестероидные противовоспалительные препараты. Для стимуляции родов или вызова аборта, он принимается перорально, растворяется во рту или помещается во влагалище. Для послеродового кровотечения он также может использоваться ректально.
В число распространённых побочных эффектов входят диарея и боли в животе. Мизопростол входит в число лекарственных препаратов категории X, что означает, что известно о негативных последствиях для плода при использовании во время беременности. В редких случаях может произойти разрыв матки. Является аналогом простагландина — конкретно, синтетическим простагландином E1 (PGE1).
Мизопростол разработан в 1973 году. Он входит в Примерный перечень ВОЗ основных лекарственных средств, список наиболее безопасных и эффективных препаратов, необходимых в системе здравоохранения. Доступен как дженерик. Оптовая цена в развивающихся странах — от 0,36 до 2 долларов за дозу.